# 平山常陳事件
平山常陳事件是發生在日本元和六年（1620年），有兩名天主教傳教士搭乘由平山常陳擔任船長的朱印船從馬尼拉前往日本，卻在臺灣近海被英國與荷蘭的船隊給拿捕的事件。這件事令德川幕府對於吉利支丹的不信任感有著決定性影響，成為通稱元和大殉教之猛烈鎮壓的導火線。

## 沿革
當時，由於德川幕府對於根據將軍之名發給朱印狀的朱印船會給予保護之故，所以有許多朱印船在東亞海上活躍地往來。而另一方面在同一海域上，想要奪取西班牙與葡萄牙長久維持的霸權的新興國家如英國與荷蘭等國投入了艦隊，互相削減彼此的耐性。
而從馬尼拉出發要前往日本之平山常陳的朱印船被英荷船隊所拿捕的事件，即是在這樣的狀況下發生的。這艘朱印船上除了日本船員之外還有數名葡萄牙與西班牙人，而在英荷船隊伴隨朱印船進入平戶港後，英國平戶商館便將朱印船的貨物（生絲與砂糖等等）給沒收。本來，這種奪取朱印船貨物的行為是不被允許的，但英國與荷蘭以「讓禁止進入日本的傳教士搭船」的理由，主張沒收貨物是有正當性的。而平山常陳這邊則將此稱為「海盜行為」而向長崎奉行控訴，因而展開了調查。
成為問題焦點的是以西班牙商人名義搭船的傳教士，奧斯定會的佩德羅·德·蘇尼加（Pedro de Zúñiga）與道明會的路易斯·弗洛雷斯（Luis Froles），他們兩人受到平戶藩藩主松浦隆信與長崎代官末次平藏、長崎奉行長谷川權六的審訊。身為長崎奉行的權六以前與蘇尼加、弗洛雷斯便是熟識的關係，而為了突破傳教士們一同向與有關係的權六聲稱自己是商人的難局，英國商館館長理查·考克斯與雅克·斯佩克斯以集結了知道蘇尼加、弗洛雷斯有在從事傳教行為的證人等方式來對抗。該事件中雙方主張相互對立，反映了西葡與英荷兩陣營在日本爭奪主權的樣貌。調查進行了兩年後的結果是，在嚴酷的拷問與眾多的證人、證詞之下，得到了蘇尼加、弗洛雷斯兩名傳教士的自白。元和八年7月13日（1622年8月19日）在長崎將平山常陳、蘇尼加、弗洛雷斯三人處以火刑，12名船員則遭到斬首。
此一事件令幕府對於吉利支丹的不信任感造成決定性影響，隔月在長崎將傳教士與信徒等教會相關人士共55人一齊處刑的元和大殉教中，於平山常陳事件並未對吉利支丹起疑心的長谷川權六此時被迫加入了鎮壓執行者一方以證明自身清白。在這之後，各大名也斟酌幕府的意旨而在各地徹底加強對吉利支丹的迫害。次年，即元和九年（1623年）時，幕府陸續公布葡萄人禁止在日本居住、朱印船禁止航向馬尼拉等等禁令，對江戶幕府對外政策的方向造成了決定性影響。